# 双葉町 (基隆市)

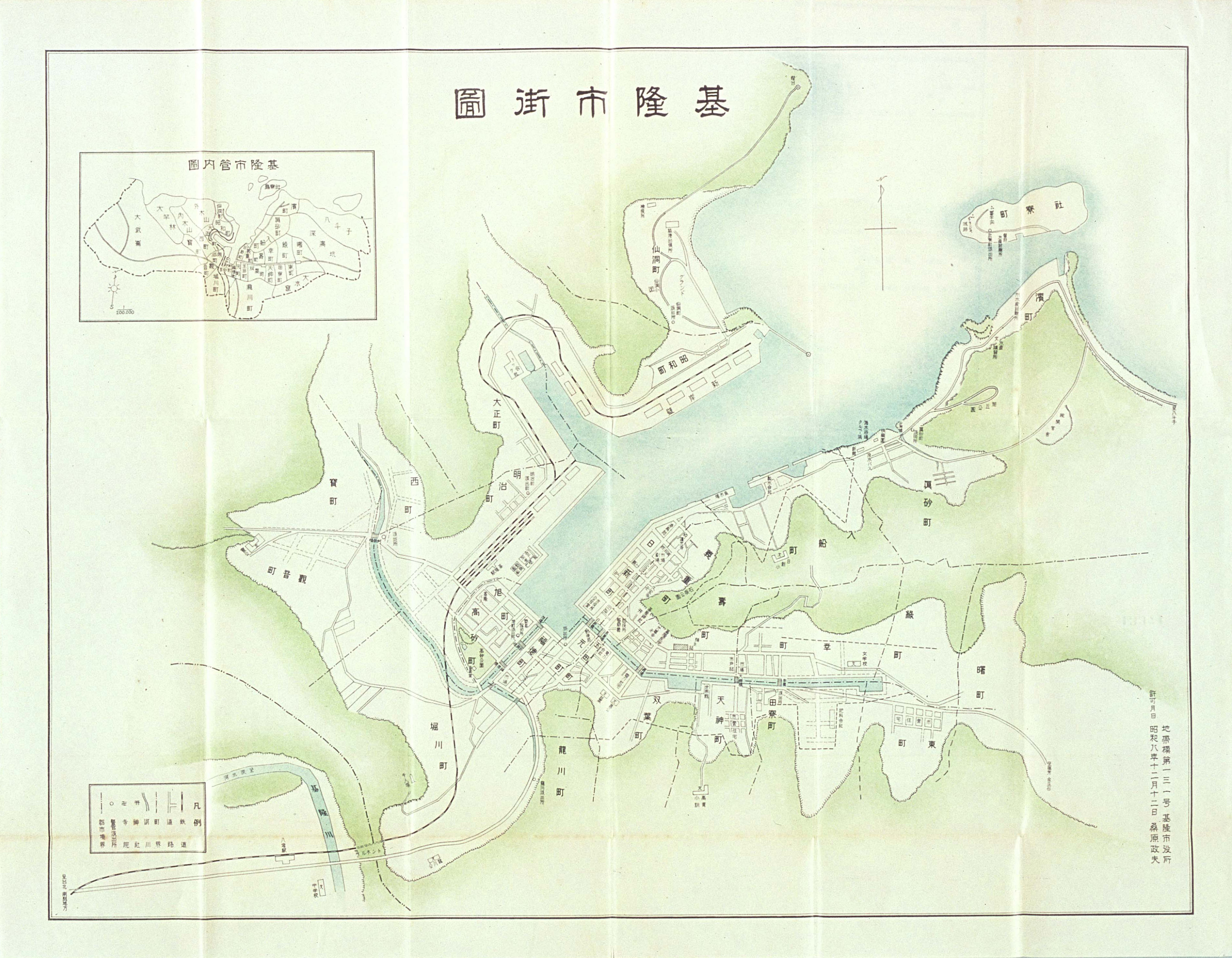
基隆市街圖

双葉町為台灣日治時期臺北州基隆市的一個町，於基隆市自昭和6年（1931年）10月1日實施町名改正後設置，位於炭棧、小公學校和電力會社一帶；當地原屬於基隆市大字田寮港和基隆玉田。
双葉町約為現今地籍延平段的範圍，約為仁愛區智仁里、和明里和忠勇里。

## 町內設施
- 臺灣電力株式會社基隆營業所
- 南國公司基隆出張所
- 基隆公學校（信義國小）
- 基隆尋常高等小學校（仁愛國小）
- 台北仁濟院基隆診療所[3]